# Грб Хакасије
Грб Хакасије је званични симбол једног од субјеката Руске федерације са статусом републике, Хакасије. Грб је званично усвојен 20. децембра 2006. године.

## Опис грба
Државни Грб Републике Хакасије је слика на сребрном пољу: сребрни крилати леопард на црвеном амазонском штиту, окружени зеленилом са златним концем на зеленој ленти у дну и симболом сунца у врху грба.
У свим историјским верзијама Хакаски грб садржи следеће елементе: леопард, бреза и лишће.
Зеленило се тумачи унутрашњим границама републике. Сребрни крилати Леопард са главом која је окренута ка гледаоцу, има накострешене ресе и украшен је златом бојом која се налази и на ободу унутрашњег штита. Златни соларни знак је симбол сунца, а његова ћетири крака су симбол универзума. Мањи грб је окружен вјенцем од двије гране црвене брезе са зеленим лишћем. На дну вијенца, између грана, на зеленој траци приказан је хакаски украс направљен од злата.